# Uranium-235 (album)
Uranium-235 is het eerste album van De nieuwe avonturen van de Kiekeboes, de opvolger van De Kiekeboes. De strip kwam uit op 16 april 2024. Het is het eerste album na het pensioen van geestelijke vader Merho, dat is geschreven door Nix, getekend door Charel Cambré en ingekleurd door Shirow Di Rosso.
Om voor een nieuwe dynamiek in de verhalen te zorgen, werd een tijdsprong in de stripreeks gemaakt en wordt de focus meer gelegd op de avonturen van dochter Fanny Kiekeboe, die als journaliste is afgestudeerd. De bedoeling is meer maatschappelijk belangrijke thema’s aan te halen. Daarnaast werd de reeksnaam aangepast en begon een nieuwe nummering van de albums.

## Verhaallijn
Fanny start voor haar vlog Fanny's Factcheck, een onderzoek en reportage over kernenergie. Al snel verzeilt ze in een smokkelzaak van radioactief afval. Hierbij is het niet duidelijk of ze op straat wordt gevolgd of ze het zich alleen maar inbeeldt. Een geheimzinnige tipgever benadert haar via het internet en ook moemoe komt ter hulp.